# Edward Woodall
Edward Woodall, detto Ed (1967), è un attore, insegnante e scenografo inglese.
Ha frequentato la Scuola internazionale di teatro Jacques Lecoq prima di diventare attore, prendendo parte a diversi film, tra cui Master & Commander - Sfida ai confini del mare (2003).
Recentemente è divenuto insegnante di movimento e improvvisazione alla Oxford School of Drama.
Ha anche diretto produzioni sceniche a Londra.

## Filmografia parziale
- Emma, regia di Douglas McGrath (1996)
- Oliver Twist (1999) - miniserie tv - 1 episodio
- Enigma, regia di Michael Apted (2001)
- Master & Commander - Sfida ai confini del mare (Master and Commander: The Far Side of the World), regia di Peter Weir (2003)